# LNFA Serie A 2014
La LNFA Serie A 2014 è stata la 20ª edizione del campionato di football americano di primo livello, organizzato dalla FEFA.

## Squadre partecipanti
| Club                 | Città                     | Stadio | Sponsor ufficiale | Risultato nella stagione 2013 |
| -------------------- | ------------------------- | ------ | ----------------- | ----------------------------- |
| Badalona Dracs       | Badalona                  |        |                   |                               |
| Granada Lions        | Granada                   |        |                   |                               |
| L'Hospitalet Pioners | L'Hospitalet de Llobregat |        |                   |                               |
| Osos de Rivas        | Rivas-Vaciamadrid         |        |                   |                               |
| Valencia Firebats    | Valencia                  |        |                   |                               |
| Valencia Giants      | Valencia                  |        |                   |                               |

## Stagione regolare

### Calendario

#### 1ª giornata
| 18 gennaio 2014 | Badalona Dracs | 31 – 6 | Valencia Giants |  |

| 18 gennaio 2014 | L'Hospitalet Pioners | 19 – 28 | Osos de Rivas |  |

| 19 gennaio 2014 | Valencia Firebats | 40 – 32 | Granada Lions |  |

#### 2ª giornata
| 25 gennaio 2014 | Badalona Dracs | 9 – 24 | L'Hospitalet Pioners |  |

| 25 gennaio 2014 | Valencia Giants | 7 – 21 | Valencia Firebats |  |

| 25 gennaio 2014 | Granada Lions | 24 – 28 | Osos de Rivas |  |

#### 3ª giornata
| 1º febbraio 2014 | Granada Lions | 25 – 54 | Badalona Dracs |  |

| 1º febbraio 2014 | Osos de Rivas | 34 – 15 | Valencia Firebats |  |

| 1º febbraio 2014 | L'Hospitalet Pioners | 35 – 6 | Valencia Giants |  |

#### 4ª giornata
| 15 febbraio 2014 | Osos de Rivas | 17 – 10 | Valencia Giants |  |

| 15 febbraio 2014 | L'Hospitalet Pioners | 33 – 15 | Granada Lions |  |

| 16 febbraio 2014 | Valencia Firebats | 20 – 21 | Badalona Dracs |  |

#### 5ª giornata
| 1º marzo 2014 | Badalona Dracs | 27 – 21 | Osos de Rivas |  |

| 1º marzo 2014 | Valencia Giants | 41 – 6 | Granada Lions |  |

| 2 marzo 2014 | Valencia Firebats | 14 – 29 | L'Hospitalet Pioners |  |

#### 6ª giornata
| 8 marzo 2014 | Valencia Giants | 10 – 42 | Badalona Dracs |  |

| 8 marzo 2014 | Granada Lions | 6 – 38 | Valencia Firebats |  |

| 8 marzo 2014 | Osos de Rivas | 41 – 16 | L'Hospitalet Pioners |  |

#### 7ª giornata
| 29 marzo 2014 | Badalona Dracs | 41 – 22 | Granada Lions |  |

| 29 marzo 2014 | Valencia Firebats | 28 – 0 | Osos de Rivas |  |

| 30 marzo 2014 | Valencia Giants | 43 – 15 | L'Hospitalet Pioners |  |

#### 8ª giornata
| 5 aprile 2014 | Valencia Firebats | 13 – 6 | Valencia Giants |  |

| 5 aprile 2014 | Osos de Rivas | 28 – 6 | Granada Lions |  |

| 5 aprile 2014 | L'Hospitalet Pioners | 27 – 47 | Badalona Dracs |  |

#### 9ª giornata
| 26 aprile 2014 | Badalona Dracs | 46 – 8 | Valencia Firebats |  |

| 26 aprile 2014 | Valencia Giants | 21 – 11 | Osos de Rivas |  |

| 27 aprile 2014 | Granada Lions | 0 – 53 | L'Hospitalet Pioners |  |

#### 10ª giornata
| 10 maggio 2014 | Granada Lions | 0 – 37 | Valencia Giants |  |

| 10 maggio 2014 | Osos de Rivas | 21 – 28 | Badalona Dracs |  |

| 10 maggio 2014 | L'Hospitalet Pioners | 13 – 21 | Valencia Firebats |  |

### Classifica
La classifica della regular season è la seguente:
- PCT = percentuale di vittorie, G = partite giocate, V = partite vinte,  P = partite perse, PF = punti fatti, PS = punti subiti

| Pos. | Squadra              | PCT  | G  | V | N | P  | PF  | PS  |
| ---- | -------------------- | ---- | -- | - | - | -- | --- | --- |
| 1    | Badalona Dracs       | .900 | 10 | 9 | 0 | 1  | 386 | 184 |
| 2    | Valencia Firebats    | .600 | 10 | 6 | 0 | 4  | 218 | 194 |
| 3    | Osos de Rivas        | .600 | 10 | 6 | 0 | 4  | 229 | 194 |
| 5    | L'Hospitalet Pioners | .500 | 10 | 5 | 0 | 5  | 264 | 224 |
| 4    | Valencia Giants      | .400 | 10 | 4 | 0 | 6  | 187 | 191 |
| 6    | Granada Lions        | .000 | 10 | 0 | 0 | 10 | 136 | 393 |

## Playoff

### Tabellone
|  | Semifinali | Semifinali           | Semifinali |                   |    | XX Final de la LNFA | XX Final de la LNFA | XX Final de la LNFA |  |
|  |            |                      |            |                   |    |                     |                     |                     |  |
|  | 1          | Badalona Dracs       | 38         |                   |    |                     |                     |                     |  |
|  | 1          | Badalona Dracs       | 38         |                   |    |                     |                     |                     |  |
|  | 4          | L'Hospitalet Pioners | 20         |                   |    |                     |                     |                     |  |
|  | 4          | L'Hospitalet Pioners | 20         |                   | 1  | Badalona Dracs      | 24                  |                     |  |
|  |            |                      |            |                   | 1  | Badalona Dracs      | 24                  |                     |  |
|  |            |                      | 2          | Valencia Firebats | 18 |                     |                     |                     |  |
|  | 2          | Valencia Firebats    | 2          | Valencia Firebats | 18 | 22                  |                     |                     |  |
|  | 2          | Valencia Firebats    |            |                   |    |                     |                     |                     |  |
|  | 3          | Osos de Rivas        | 12         |                   |    |                     |                     |                     |  |

### Semifinali
| 24 maggio 2014 | Badalona Dracs | 38 – 20 | L'Hospitalet Pioners |  |

| 25 maggio 2014 | Valencia Firebats | 22 – 12 | Osos de Rivas |  |

### XX Final de la LNFA
| 15 giugno 2014 | Badalona Dracs | 24 – 18 | Valencia Firebats |  |

## Verdetti
- Badalona Dracs Campioni della Spagna 2014